# St. Marien (Hamburg-Ohlsdorf)

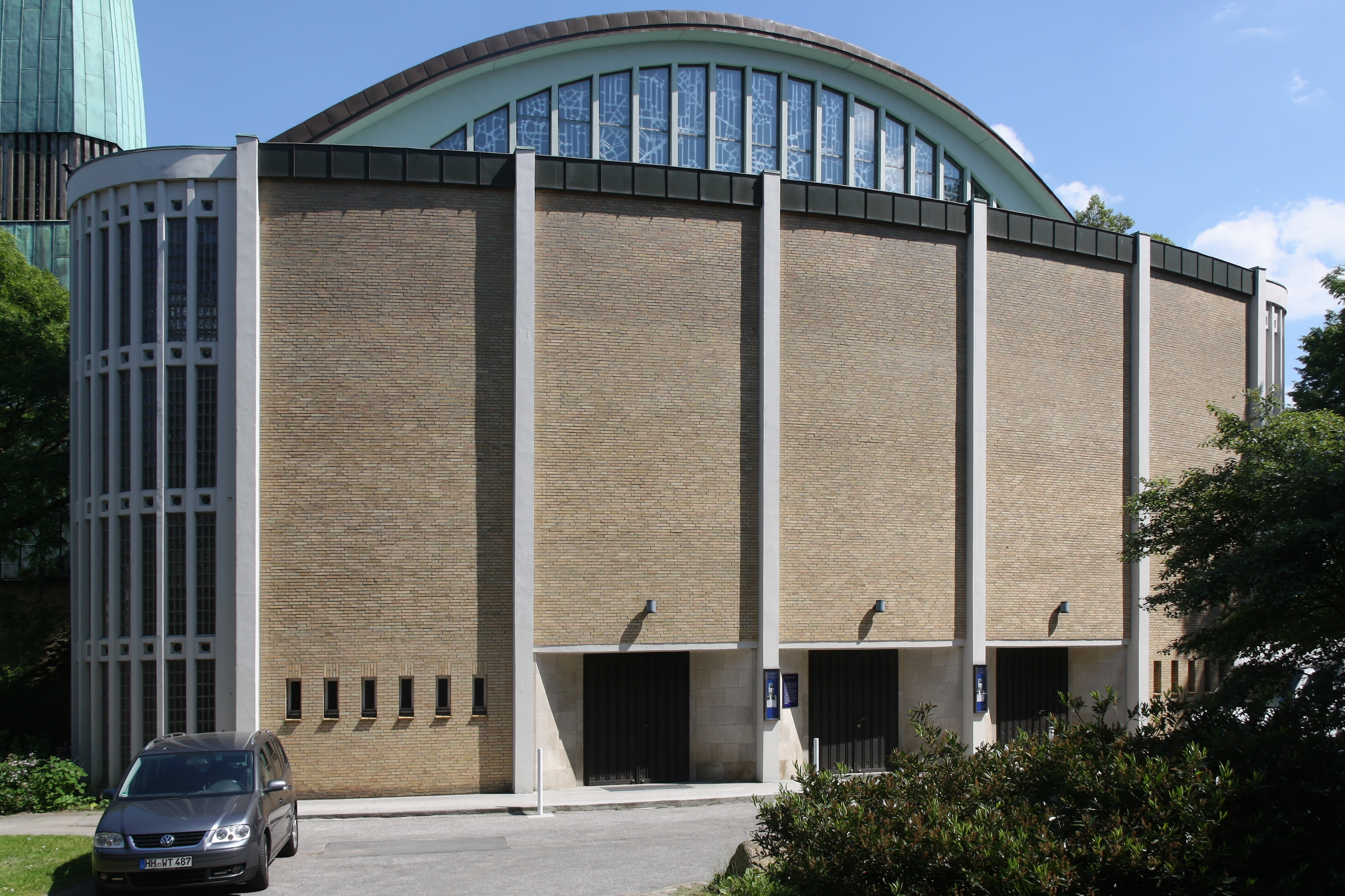
Eingangsfassade, Westseite

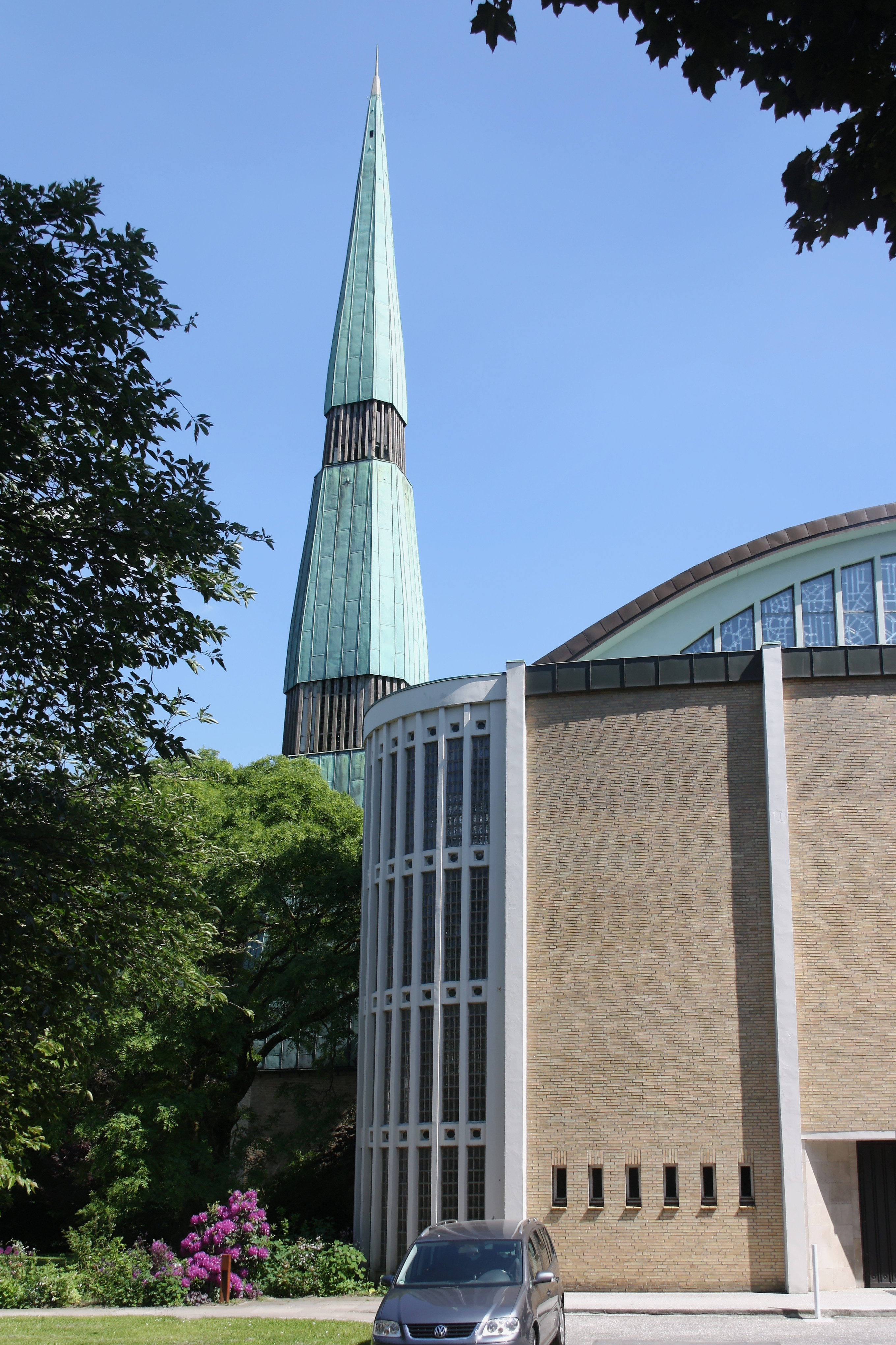
Turmansicht von Westen

Die evangelisch-lutherische Kirche St. Marien in Hamburg-Ohlsdorf ist ein Werk der Hamburger Architekten Bernhard Hopp und Rudolf Jäger aus den Jahren 1958 bis 1960 und wird als deren "eindrucksvollster Beitrag zur Nachkriegs-Moderne" bewertet. Sie liegt auf einem Eckgrundstück der Straßen Maienweg und Am Hasenberge in direkter Nähe zum westlichen Ufer der Alster in einem Gebiet, das historisch zu Fuhlsbüttel gehörte.

## Bau der Kirche
Die Kirche wurde am 14. Februar 1960 eingeweiht. Kirchenschiff, Turm und Gemeindebauten stehen dicht zusammen, nur der steil aufragende, 47 Meter hohe Turm mit seiner eigenwilligen Form und den Kupferdächern sticht deutlich hervor. Das Gebäude ist ein Stahlbetonbau, der fast vollständig mit gelben Klinkern verblendet wurde.
Die Kirche hat eine außergewöhnliche Lage direkt innerhalb der öffentlichen Grünanlage entlang der Alster, von der sie und ihre Nebengebäude gestalterisch nicht getrennt sind. Trotz der Nähe zum Wasser haben die Architekten nur in einem ihrer nicht umgesetzten Entwürfe den Versuch unternommen, der Kirche einen Bezug zum Fluss zu geben. Zwischen der Ostfassade und der Alster stehen heute einige größere Bäume, so dass sich von der Wasserseite keine Ansicht auf das gesamte Gebäude mehr ergibt.
Der 600 Personen fassende Innenraum ist offen mit schlanken Rundstützen gestaltet und besitzt einen parabelförmig auf den Altarraum zulaufenden Grundriss. Der symmetrische Raum kombiniert runde und gerade Wandelemente, wirkt dadurch leicht und immer noch eindeutig auf den Altarbereich konzentriert. Gemeindeteil und Chor sind zeittypisch zu einer Einheit zusammengefasst. Der Innenraum erhält Tageslicht durch verdeckte Fenster im Altarraum und ein Lichtband unter der Decke, das an der Eingangswand breiter ist als an den Längsseiten. Weitere Lichtakzente setzen zwölf kleine Glasfenster in der Chorwand, die Charles Crodel nach eigenem Vorschlag schuf.

## Ausstattung
Alle Prinzipalstücke und die Altarleuchter sind Entwürfe von Jürgen Weber, die er um 1960 herum umsetzte. Das bronzene Altarkruzifix ist das bemerkenswerteste dieser Elemente. Auf einem der Kanzelreliefs hat Schröder die Zerstörung von Sodom und Gomorrha mit sehr deutlicher Analogie zum Hamburger Feuersturm von 1943 dargestellt. Die Abendmahlsgeräte stammen von Ragna Sperschneider.
Im Turm hängen vier Bronzeglocken der aus der Gießerei Rincker.

## Orgel
Die Orgel konstruierte Alfred Führer bereits 1962 als typische norddeutsche Barockorgel. Von 2011 bis 2012 erfolgte eine Restaurierung durch Orgelbau Bente, bei der drei Register ergänzt wurden.
Die Disposition lautet seit der Restaurierung:
| I Hauptwerk C–g3 |              |     |
| 1.               | Bordun       | 16′ |
| 2.               | Prinzipal    | 8′  |
| 3.               | Rohrflöte    | 8′  |
| 4.               | Oktav        | 4′  |
| 5.               | Superoktav   | 2′  |
| 6.               | Mixtur IV-VI |     |
| 7.               | Trompete     | 8′  |

| II Brustwerk C–g3 |                 |            |
| 8.                | Gedackt         | 8′         |
| 9.                | Prinzipal       | 4′         |
| 10.               | Blockflöte      | 4′         |
| 11.               | Prinzipal       | 2′         |
| 12.               | Sesquialtera II | [ Anm. 1 ] |
| 13.               | Scharff IV      |            |
| 14.               | Geigenregal     | 8′         |
|                   | Tremulant       |            |

| Pedal C–f1 |              |     |
| 15.        | Prinzipal    | 16′ |
| 16.        | Oktav        | 8′  |
| 17.        | Oktav        | 4′  |
| 18.        | Hintersatz V |     |
| 19.        | Posaune      | 16′ |
| 20.        | Trompete     | 8′  |
| 21.        | Kornett      | 4′  |

- Koppeln: II/I, I/P,[Anm. 1] II/P

Anmerkungen
1. 1 2 3 4  Ergänzungen durch Orgelbau Bente 2012

## Fotografien und Karte
Koordinaten: 53° 37′ 20″ N, 10° 1′ 37″ O

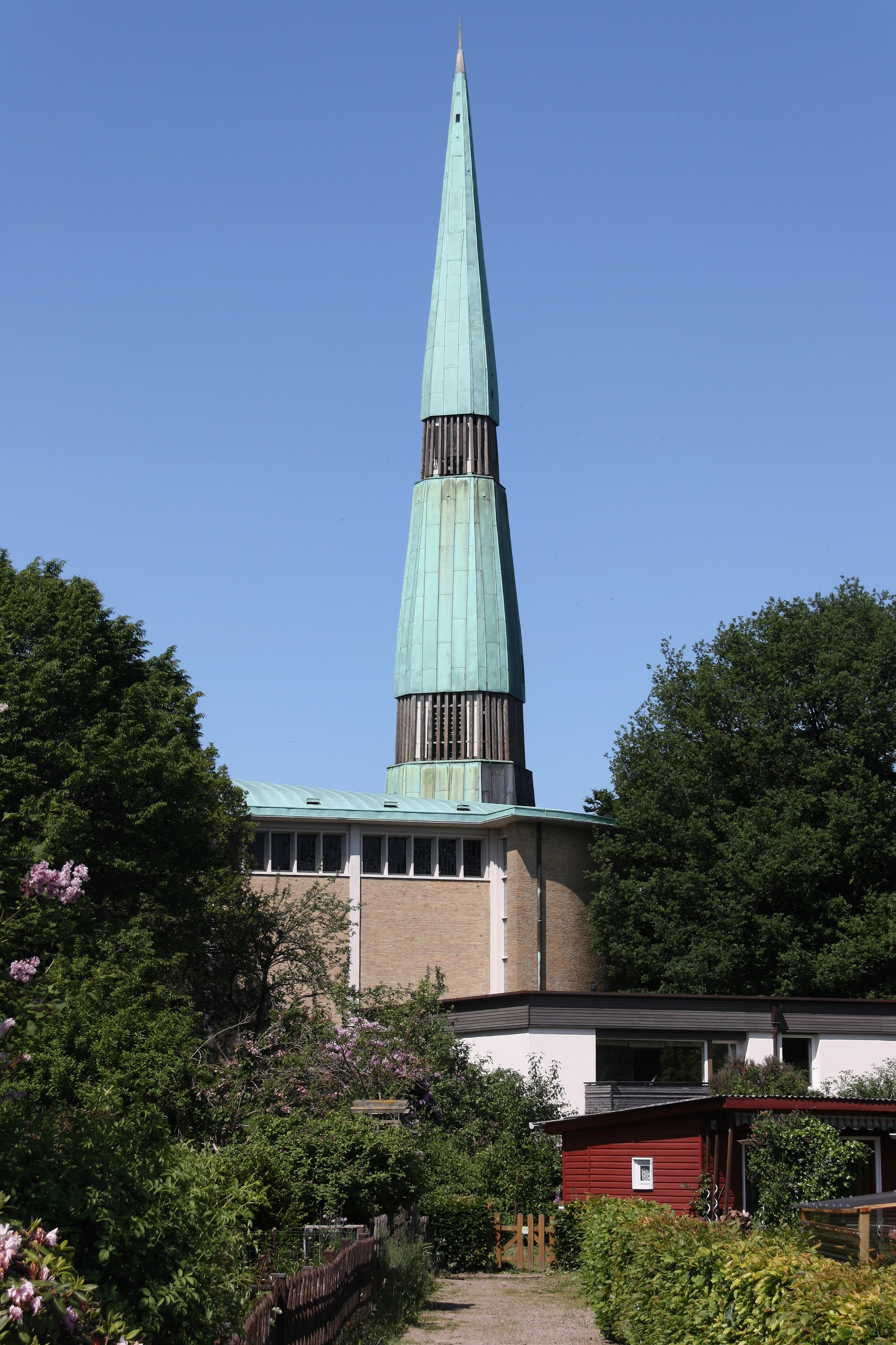
Turm der Kirche von Süden
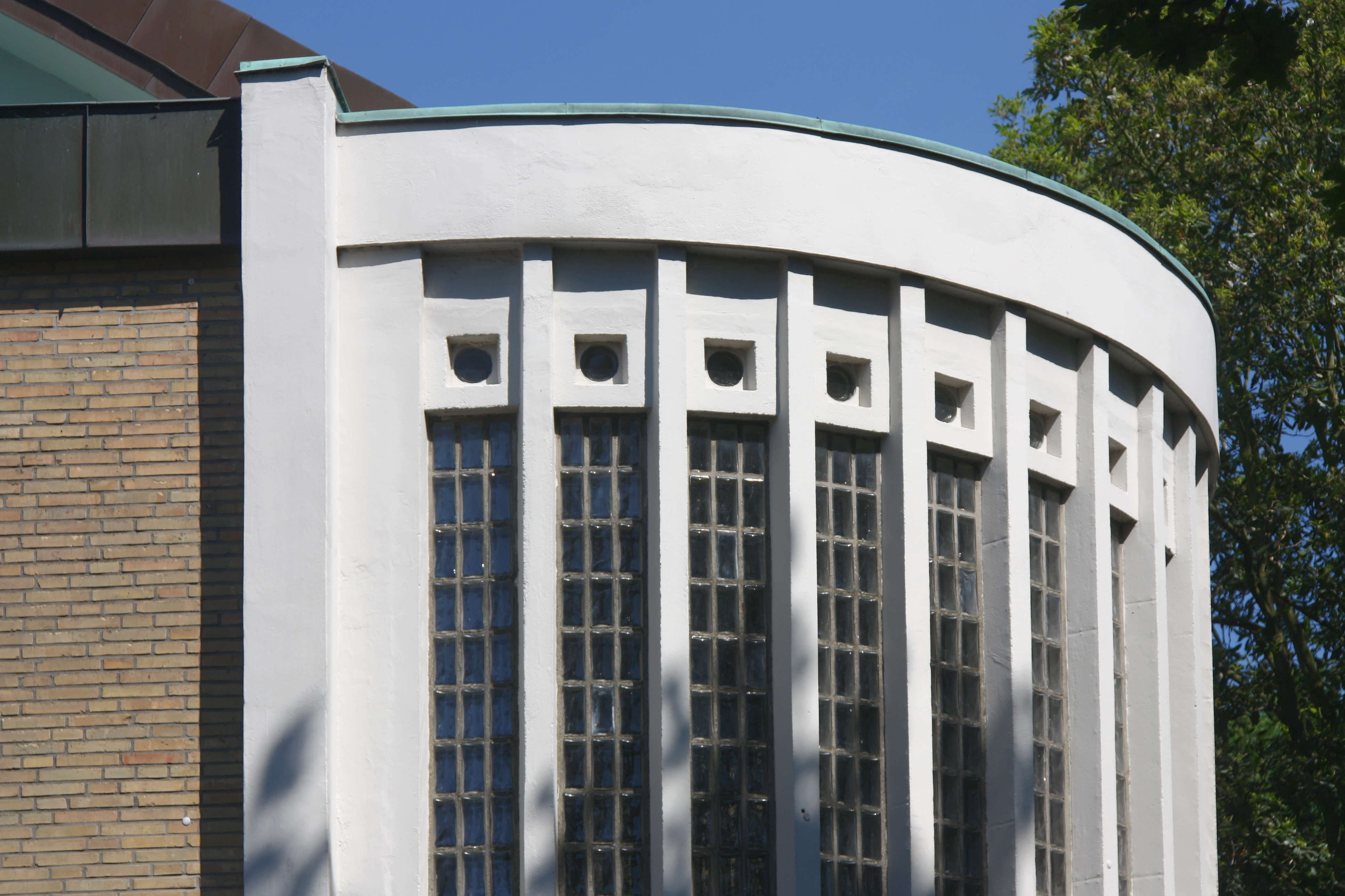
Südfenster
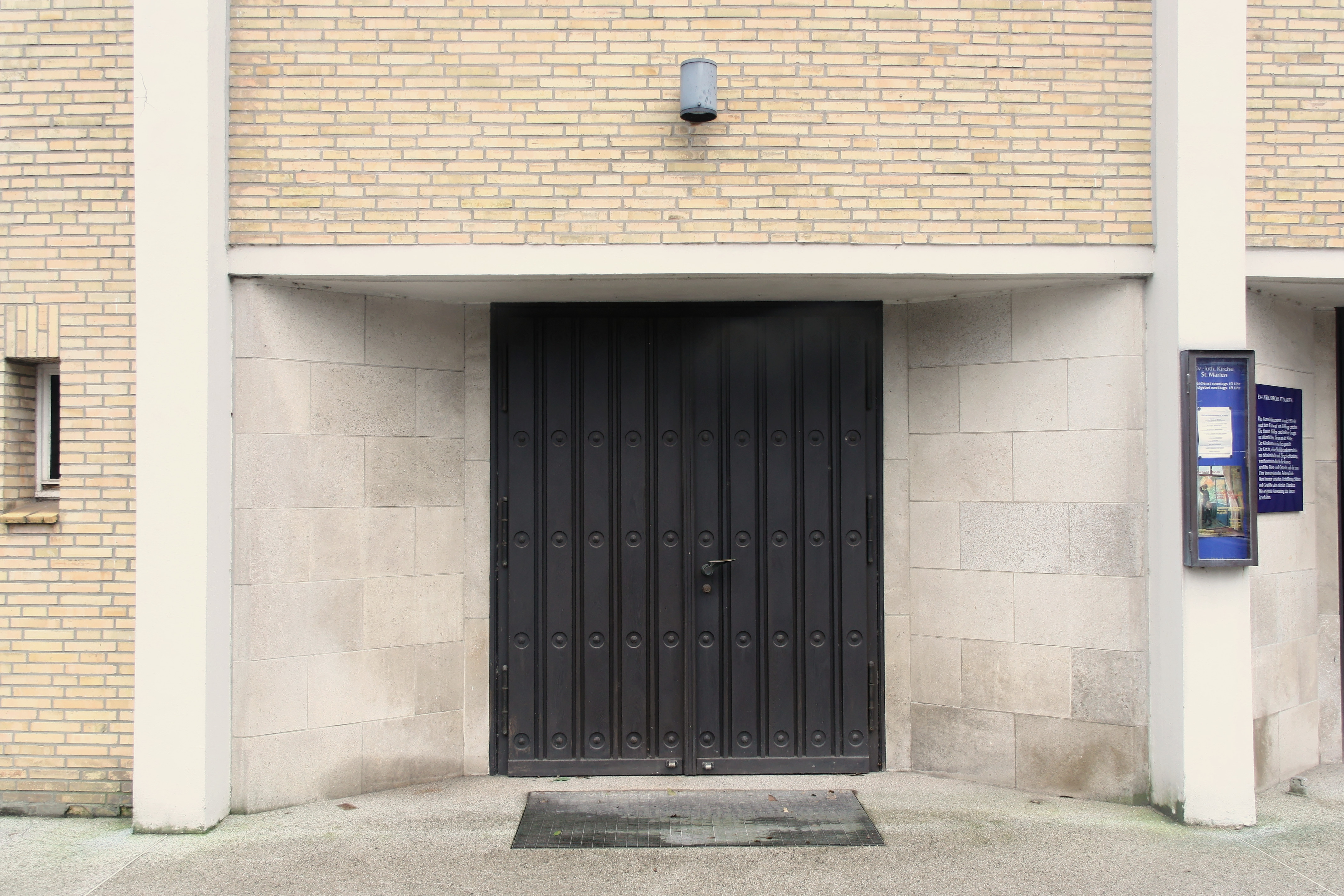
Eine der Eingangstüren